# HD 6319
HD 6319，又名BD+86 17，SAO 193、HR 306，是一颗恒星，视星等为6.25，位于銀經123.27，銀緯24.29，其B1900.0坐标为赤經0h 59m 6.3s，赤緯+86° 24.29′ 48″。